# Prîvilneanske, Novîi Buh
Prîvilneanske (în ucraineană Привільнянське) este un sat în comuna Novomîkolaiivka din raionul Novîi Buh, regiunea Mîkolaiiv, Ucraina.

## Demografie
Componența lingvistică a localității Prîvilneanske
     Ucraineană (100%)
Conform recensământului din 2001, toată populația localității Prîvilneanske era vorbitoare de ucraineană (100%).